# 加沙种族灭绝的意图和言论
在加沙种族灭绝中，以色列方面的很多行动和言论被指存在种族灭绝意图。
大学人权网络在2024年5月发表报告，反对将以色列的行为定性为种族灭绝。人权律师苏珊·阿克拉姆（Susan Akram）在对其评论时表示：“反对是出于政治考虑，因为国际人权法律界、许多其他法律和政治专家，包括许多大屠杀学者，都一致认为，以色列正在加沙实施种族灭绝。”
在国际儿童保护组织-巴勒斯坦等诉拜登等案中，大屠杀历史学家巴里·特拉赫滕贝格作证称，种族灭绝历史学家一致认为，加沙的局势构成种族灭绝，主要是因为以色列官员的声明明确表明了这一点。他说：“就在我们说话的时候，我们正在见证种族灭绝的发生。我们处在这个极其独特的位置，可以利用我们现有的国际法机制进行干预来阻止它。”
10月15日，“法律观点”博客和“第三世界国际法方法评论”（Third World Approaches to International Law Review）网站发表了一封公开信，学者们在信中说，以色列官员们自10月7日以来的言论，表明他们有种族灭绝的意图。非政府组织“巴勒斯坦法律”汇编了500多条以色列政治和军事官员的声明，这些声明据报道都是叫嚣进行种族灭绝的。2024年6月11日，以色列官方X（前身为Twitter）账号发推称，“加沙平民参与了10月7日的恐怖事件”，后来引用了一段视频中的声明称：“那里没有无辜的平民。”
10月7日，内塔尼亚胡表示，以色列将“让敌人付出巨大代价”，并将哈马斯的藏身之处“变成废墟”。研究大屠杀和种族灭绝的教授奥马尔·巴托夫将这些言论解读为种族灭绝意图。在讨论10月7日以来的种族灭绝行动和意图时，种族灭绝学者马克·利文指出，在前面内塔尼亚胡政府的统治下，种族灭绝和种族清洗的言论日益增多。:5美联社新闻的蒂亚·戈登伯格（Tia Goldenberg）也支持这一观点，她特别指出了财政部长贝扎雷尔·斯莫特里奇的言论，作为内塔尼亚胡政府统治下种族灭绝言论日益增多的例子。以色列历史学家拉兹·西格尔和法律学者路易吉·丹尼尔（Luigi Daniele）也指出，2023年10月之前种族灭绝的言论越来越多，:2还特别提到了2023年5月《以色列时报》的一篇文章。该文章称，实现和平的唯一途径是“消灭”巴勒斯坦，巴勒斯坦的存在是“对社会、道德和人类的侮辱”；:1进一步呼吁对巴勒斯坦人进行再教育，并宣称只有他们不再作为一个国家存在，他们才能享有权利。西格尔和丹尼尔将该文章的言论与学术界的一种观点进行了比较，即俄罗斯媒体在俄罗斯入侵乌克兰时所发表的类似言论是种族灭绝的。:1西格尔和丹尼尔还指向了国家安全部长伊塔马尔·本-格维尔、前议会议员阿耶莱特·沙凯德和斯莫特里奇此前的言论，其中斯莫特里奇曾在2023年2月呼吁摧毁约旦河西岸的巴勒斯坦村庄。:1-2种族灭绝学者施穆埃尔·莱德曼（Shmuel Lederman）详细介绍了斯莫特里奇和其他人的言论，那些人否认巴勒斯坦的民族地位，并叫嚣摧毁巴勒斯坦，或将巴勒斯坦人从以色列所声称的领土上驱逐。这些言论在2023年10月的事件发生前，已成为加沙的哈马斯领导层政治讨论的焦点。:1-2在斯莫特里奇发表评论时，新闻媒体也强调了他们的种族灭绝性质。
弗朗西斯卡·阿尔巴尼斯是联合国特别报告员，负责调查1967年以来的巴勒斯坦被占领土的人权状况。2024年3月26日，她向联合国人权理事会提交了一份报告，题为《种族灭绝剖析》（Anatomy of a Genocide）。报告得出的结论是，以色列正在实施种族灭绝行为。但以色列拒绝接受该报告。
在国际法院的罗兴亚种族灭绝案中，相较于国际法院过去所采用的证据标准来说，英、德等国支持采用更为宽松的标准来支持种族灭绝意图的证据——这往往是法庭上证明种族灭绝最困难的部分。这些国家认为，国际法院应该“采取一种平衡的方法，既承认种族灭绝罪的特殊严重性，但又不能让推断种族灭绝意图的门槛难以企及，以至于几乎无法做出种族灭绝的判决。”

## 以色列内阁部长
据学者马克·利文和阿卜杜勒瓦哈卜·埃尔阿芬迪（Abdelwahab El-Affendi）称，自2023年10月7日以来，各种官方和半官方消息来源和渠道，都发表了带有种族灭绝意图暗示的言论。:6:5-6以色列人权律师迈克尔·斯法德告诉《新阿拉伯人报》，阿克萨洪水行动、以色列—哈马斯战争人质危机以及哈马斯的战争罪行“引发了愤怒，将边缘群体的言论转化为如今政客、记者和名人的大量声明”，为其他人接受此类言论“提供了风向”。他补充说：“我们已经习惯了哈马斯的种族灭绝言论。哈马斯盟约中有明显的严重反犹主义条款，其中有些条款可以被解读为表达了消灭以色列犹太人的愿望。……过去，这样谈论巴勒斯坦人，在以色列国内被视为越界行为。……但阿克萨洪水冲破了这条红线。”
2023年10月9日，以色列国防部长约阿夫·加兰特表示：
我们正在对加沙实施全面封锁。断电、断食物、断水、断燃料，一切都将切断。我们正在与人形动物战斗，并将采取相应行动。
该声明被形容为非人化的典型例子。肯尼思·罗斯认为，尽管有人辩解说这番言论针对的只是哈马斯，但上下文清楚地表明，“人形动物”指的是加沙的所有人。这些言论也与加沙地带饥荒有关。10月10日，加兰特说：“加沙不会回到从前。不会有哈马斯。我们将消灭一切。”
以色列农业部长阿维·迪希特在12频道上，聲稱要把这场战争变成“加沙的大灾难”。另一名来自利库德集团的以色列议会议员阿里尔·卡尔纳在社交媒体上写道，“只有一个目标：大灾难！这场大灾难将超越（1948年的）大灾难。加沙的大灾难，所有敢于加入者的大灾难”。以色列文化遗产部长阿米哈伊·埃利亚胡叫嚣向加沙扔一颗原子弹。:5加州大学洛杉矶分校Y&S纳扎里安以色列研究中心主任多夫·瓦克斯曼表示，右翼部长们使用的一些言论将巴勒斯坦平民非人化，因此可以被视为“潜在的种族灭绝”。他还说，这些言论对以色列政策的影响有限，因为这些部长“不属于战时内阁”，但这些建议仍然令人担忧。
以色列能源部长伊斯雷尔·卡茨说：“我们命令加沙所有平民立即撤离。我们必将胜利。在他们离开这个世界之前，他们不会得到一滴水、一块电池。”
2024年4月29日，财政部长贝扎雷尔·斯莫特里奇表示：“没有半途而废……拉法、代尔拜莱赫、努塞拉特——统统消灭。‘你要从天下抹去亚玛力人的名号。’天下没有给他们的地方。”以色列《国土报》将其言论描述为鼓吹种族灭绝。8月，斯莫特里奇表示，“饿死200万人”可能是“合理且道德的”，并哀叹世界不会允许这样做。
2024年6月，雅法一名拉比煽动其赫斯德（犹太学校）的学生去杀死加沙所有居民，包括儿童和抚养他们的母亲，负责调查该案的警方已将其搁置。

## 以色列总统和以色列议会议员
以色列总统伊萨克·赫尔佐格将阿克萨洪水行动归咎于巴勒斯坦“整个民族”。他还说：“这种关于平民不知情、没有参与的言论是假的。绝对是假的。”
极右翼的猶太力量黨的代表人物伊扎克·克罗伊泽尔在接受电台采访时表示：“应该夷平加沙地带，对他们所有人来说，只有一句话，那就是死亡。”利库德集团的塔利·戈特利夫叫嚣对加沙使用核武器。

## 引用关于亚玛力人的叙述

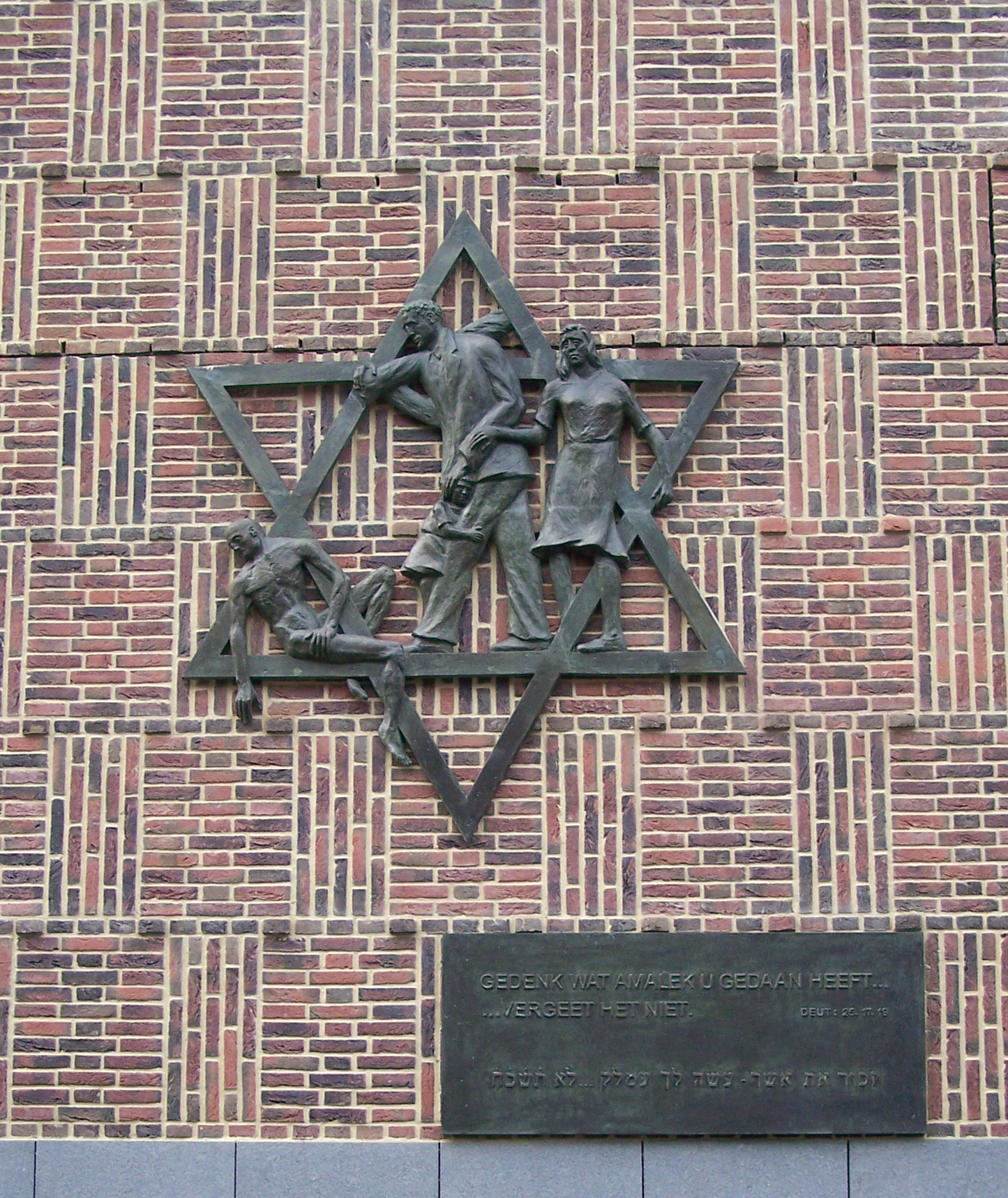
迪克·斯廷斯（Dick Stins）创作的“大卫之星”，又名“亚玛力人纪念碑”，是海牙的一座纳粹大屠杀纪念碑。旁边的文字（荷兰语和希伯来语）来自《申命记》25:17, 19——“记住亚玛力人对你们所做之事……不可忘记。”

以色列总理内塔尼亚胡在战争期间多次重复引用关于亚玛力人的叙述，这被许多批评者视为种族灭绝意图的证据，:4-5其中也包括南非。在2023年10月28日的一次演讲中，内塔尼亚胡（用希伯来语）说：“你必须记住亚玛力人对你们所做之事，这是我们的圣经说的”，该句引自希伯来圣经中的《申命记》25:17。:2“记住亚玛力人对你们所做之事”（希伯來語：‎）这句话被用在纳粹大屠杀的各种纪念物上，包括以色列犹太大屠杀纪念馆和海牙犹太人纪念碑（Hague Jewish Monument）。内塔尼亚胡在给以色列国防军官兵的一封信中再次提到了这段经文。
批评者将内塔尼亚胡对亚玛力人的暗示与《撒母耳记》上15:3联系起来：“现在你要去打亚玛力人，尽行毁灭他们所拥有的一切，不要怜悯他们；将男女老少、牛、羊、骆驼和驴尽都杀掉。”《琼斯母亲》的诺亚·兰纳德（Noah Lanard）将讨论亚玛力人的经文称为圣经中最暴力的经文之一，并写道，这些经文长期以来被极右翼犹太人（如巴鲁赫·戈尔茨坦）用来为杀害巴勒斯坦人辩护。亚玛力人是“上帝命令古代以色列人进行种族灭绝的对象”，学者们称这节经文是“神授种族灭绝”的一个例子。

## 其他以色列官员
政府领土活动协调员加桑·阿里安少将说：“（加沙）将断水断电，只有毁灭。你们求地狱得地狱。”
以色列国防军少将吉奥拉·艾兰德写道：“加沙将变成人类无法生存的地方”，“在加沙制造严重的人道主义危机，是实现这一目标的必要手段。”以色列历史学家和大屠杀学者奥默·巴托夫指出，没有任何以色列政治家或以色列国防军的任何人谴责这一言论。
对于以色列轰炸加沙，以色列军方发言人表示：“在平衡准确性和破坏范围的同时，我们现在专注于造成最大破坏的方法。”法律学者将此解读为有意摧毁加沙。
极右翼政客、前议会议员摩西·费格林表示：“只有一个解决办法，就是在入侵加沙之前彻底摧毁它。我是说像德累斯顿和广岛那样的破坏，只是不用核武器”。经济部长尼尔·巴尔卡特后来表示：“我不记得英国或美国在二战末期轰炸德累斯顿时，考虑过当地居民。”学者、非以色列政客和新闻机构也援引德累斯顿轰炸事件为以色列轰炸加沙辩护。
法律学者尼梅尔·苏尔塔尼强调，在加沙北部指挥地面行动的多名以色列军队指挥官发表声明，叫嚣减少人口及采取“焦土政策”。:1-2士兵们在社交媒体上也表达了同样的看法。:1-2历史学家约阿夫·迪卡普阿（Yoav Di-Capua）还指出，越来越多的官兵加入了哈达尔派，:13-14迪卡普阿认为该派别信奉种族灭绝的意识形态。:3-4

## 种族灭绝意图的其它证据
在战斗中，以色列14频道记录了每位被杀的巴勒斯坦人，并将所有巴勒斯坦伤亡者称为恐怖分子。与此同时，14频道的记者兼主持人西蒙·里克林公开支持以色列犯下更多战争罪行。
科罗拉多大学法学院教授玛丽亚姆·贾姆希迪指出，以色列所声称的目标是“摧毁哈马斯，包括消灭其政治和行政领导层，以及消灭其警察和军事力量”，但其实际目标是“加沙的知识、文化和宗教领袖”。她引用了先前与波斯尼亚大屠杀有关的论点，写道，种族灭绝意图可以“通过有证据表明受保护团体的平民领导层及其军事和执法力量已成为消灭目标”来证明，因为这会使该团体的其他成员更容易遭受各种非法虐待，例如强迫移民。根据国际法，针对哈马斯控制的平民组织是非法的。
贾姆希迪还指出，“以色列长期以来对巴勒斯坦人以及在加沙的行为模式”——例如对加沙的封锁，以及在以往战争中对民用基础设施的破坏——战争期间大量平民死亡，以人道主义安全区为幌子进行“大规模强迫流离失所和种族清洗”，“以色列国防军的做法削弱了以色列声称其‘战争’只针对哈马斯和其它巴勒斯坦武装团体而非巴勒斯坦平民的说法”，“由智能手机记录并被媒体公布的大量暴行，以及支持种族灭绝裁决的联合国专家报告，这些都增加了国际法院对南非作出有利裁决的可能性。:10
法国急诊室医生帕斯卡尔·安德烈（Pascal Andre）在接受土耳其新闻机构阿纳多卢通讯社采访时表示，他和同事“从未见过战区如此严重地针对平民”，“作为医护人员，我们见证了种族灭绝的意图”。